# Catacaos
Catacaos es una ciudad peruana, capital del distrito homónimo ubicado en la provincia de Piura
en el departamento de Piura. Catacaos está a una altitud de 24  m s. n. m. a solo 12 km de Piura, la capital departamental. Para el año 2015 tenía 70 590 habitantes.
La zona monumental de Catacaos fue declarada Patrimonio Histórico del Perú el 18 de mayo de 1988, mediante el R.J. N° 284-88-INC/J.
Catacaos es conocida internacionalmente por su orfebrería artesanal de joyas de oro y plata, en especial por sus primorosos trabajos en filigrana llamados dormilonas, un tipo de pendientes femeninos. También son célebres sus tejedores de sombreros de paja de toquilla.

## Lugares de interés
- Fortaleza - Templo de Narihualá[4]
- Iglesia San Juan Bautista
- Calle Comercio[5]

## Cultura
Catacaos es conocida también por su celebración del carnaval y luego, de la Semana Santa. Cerca de Catacaos se encuentra uno de sus centros poblados conocido como Simbilá, famoso por su alfarería desde la época precolombina. La gastronomía destaca el seco de chavelo, majado de yuca, piqueos, manjarblanco, natillas, la algarrobina de Piura y los siete potajes entre los que destaca la malarrabia, en la Semana Santa.

## Galería

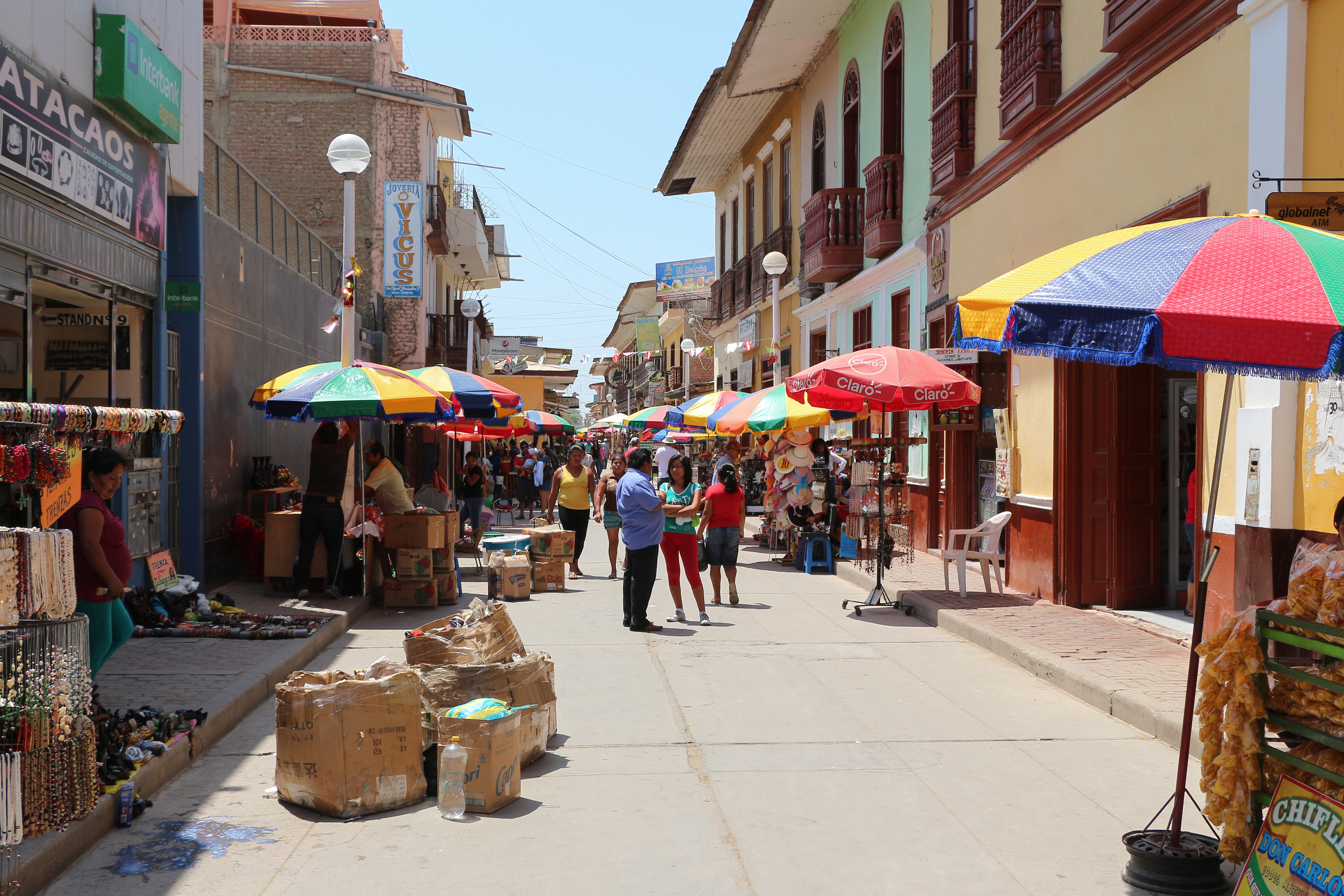
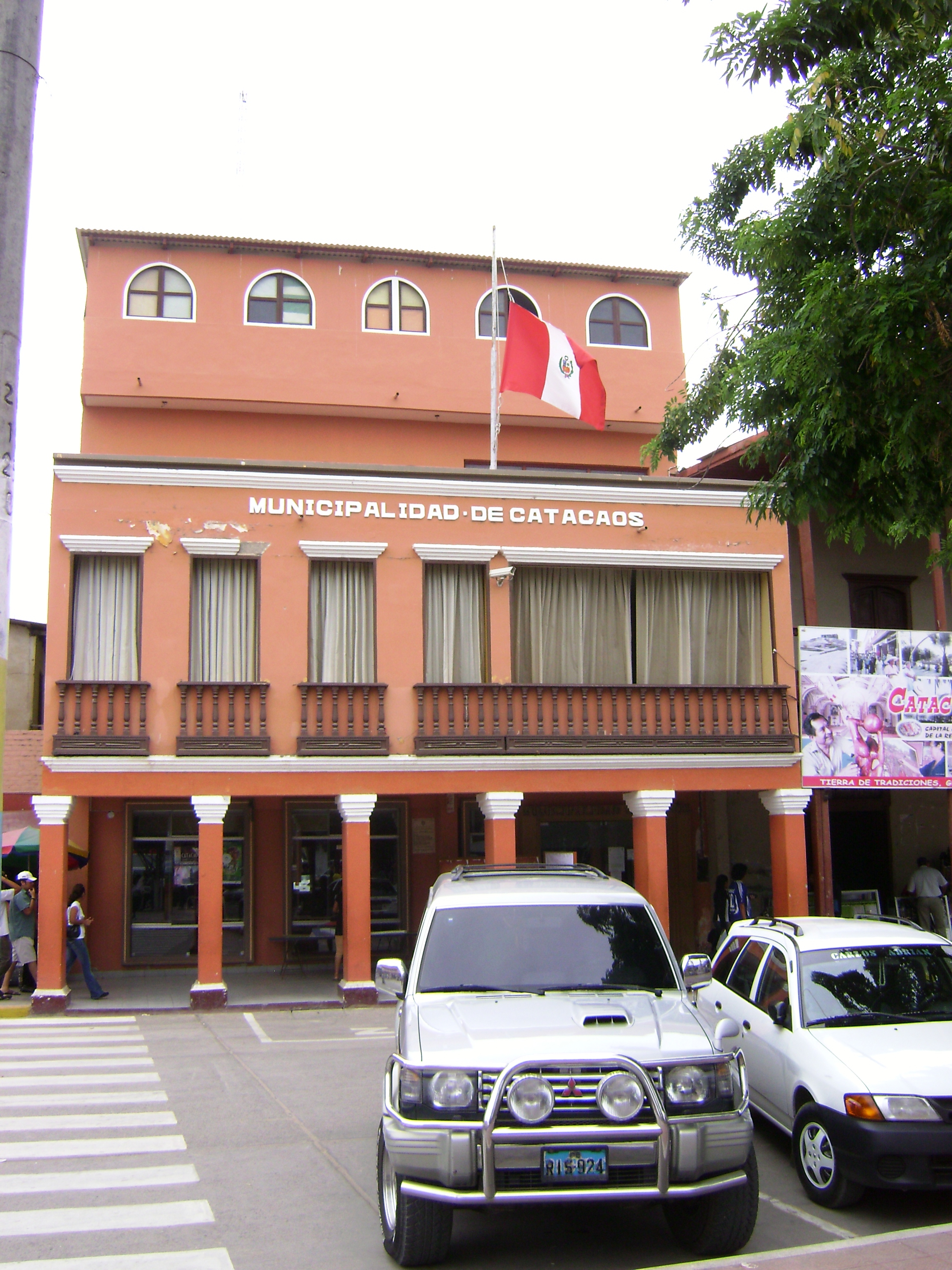
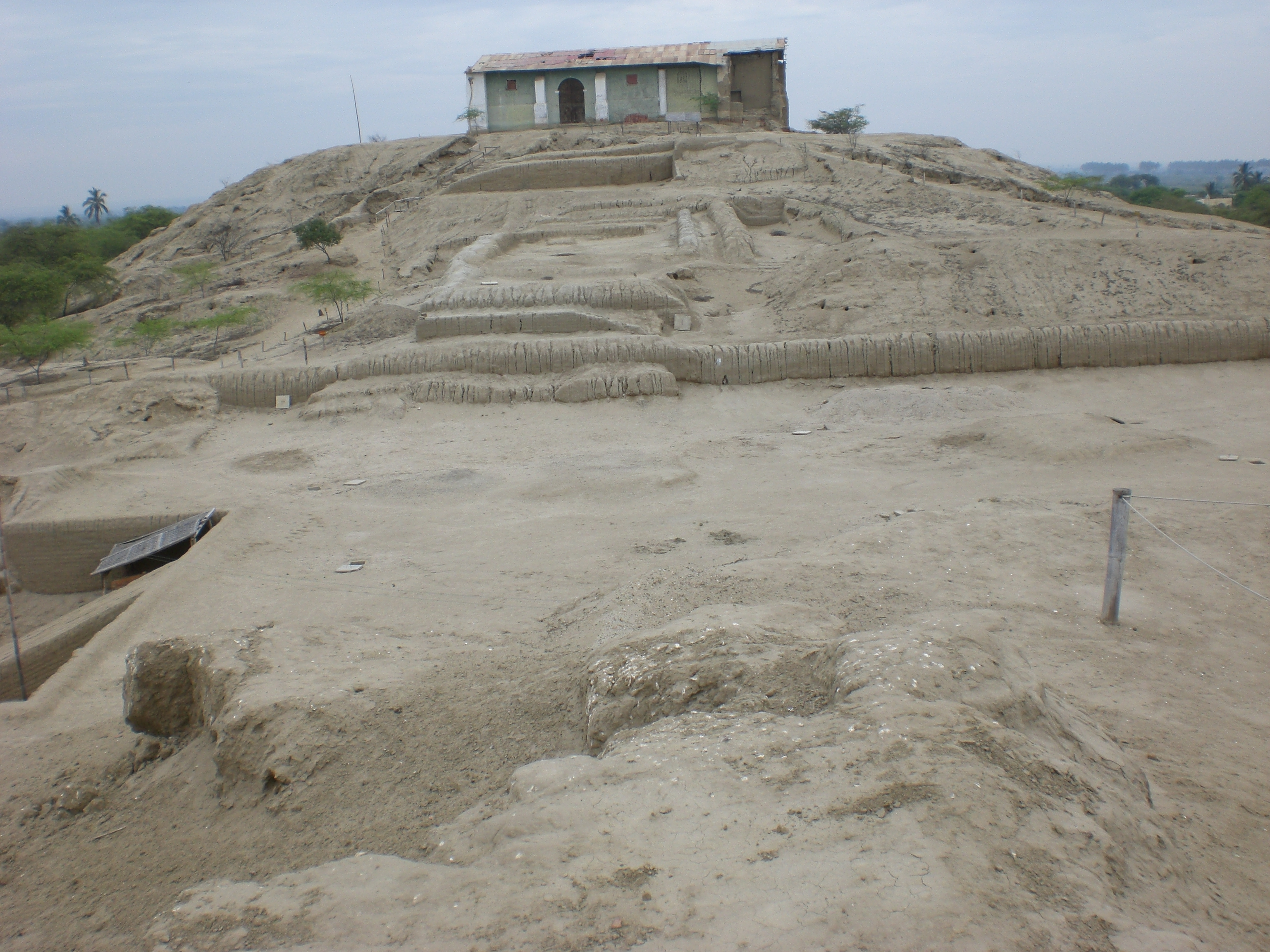
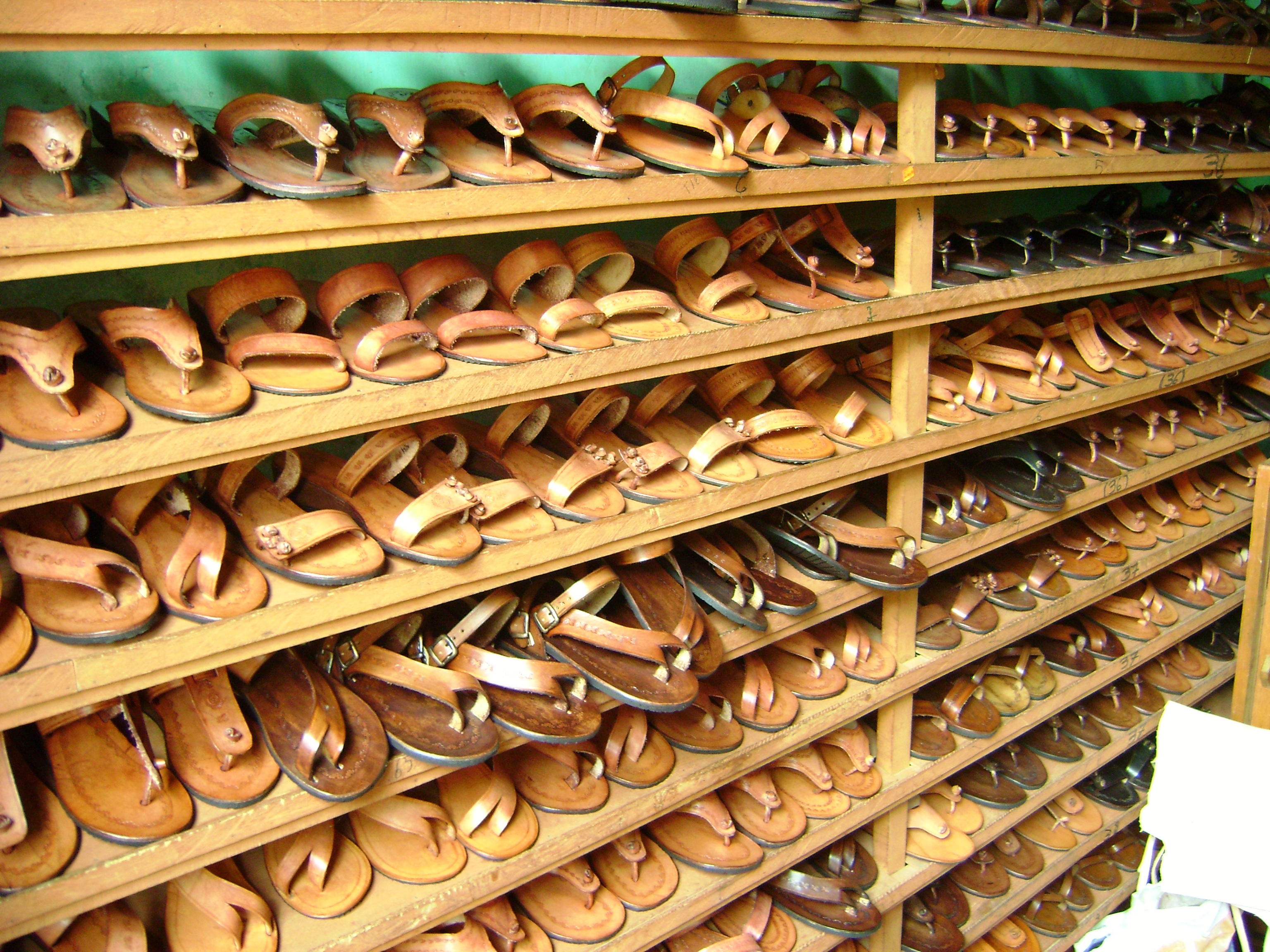
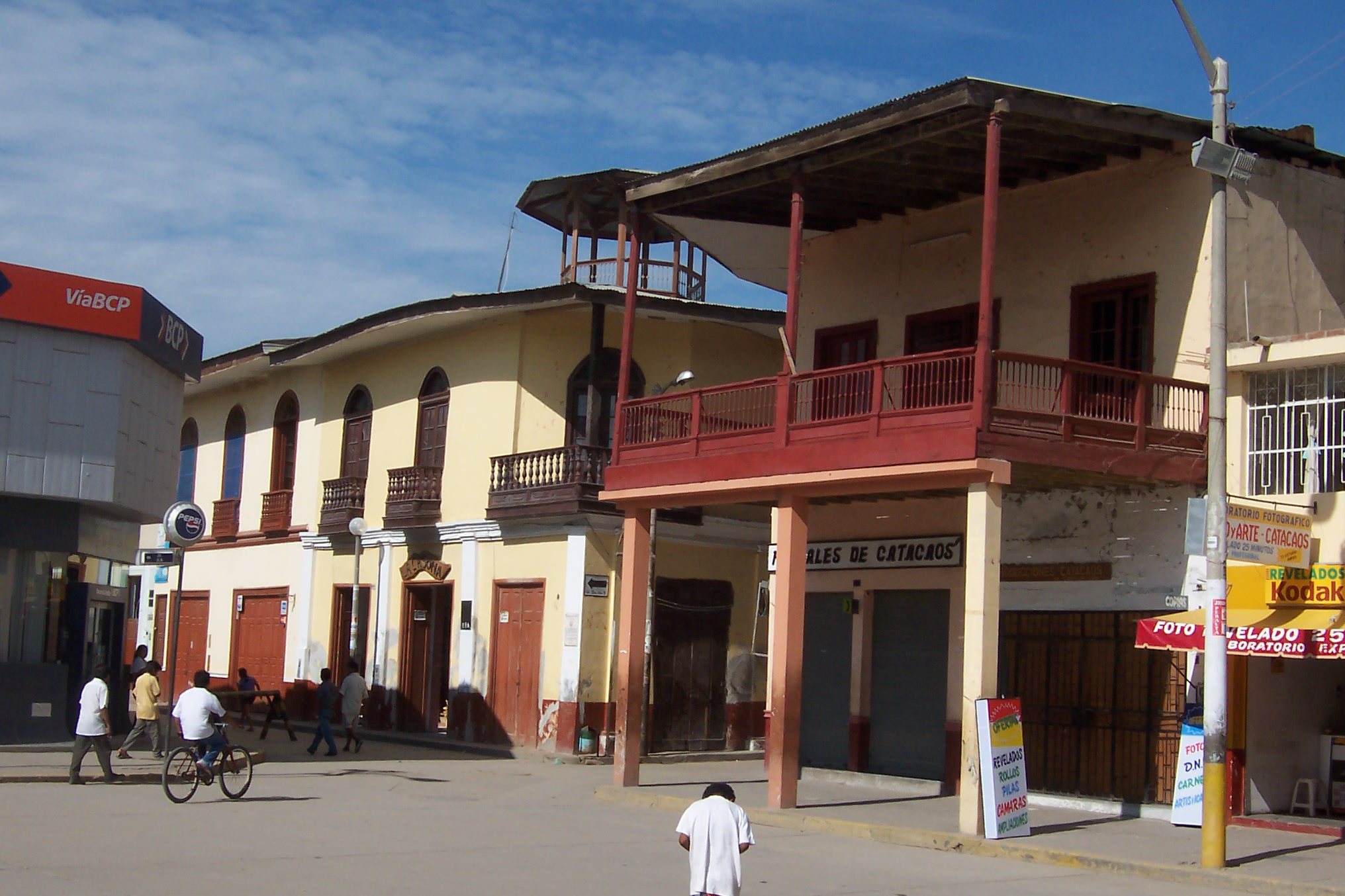
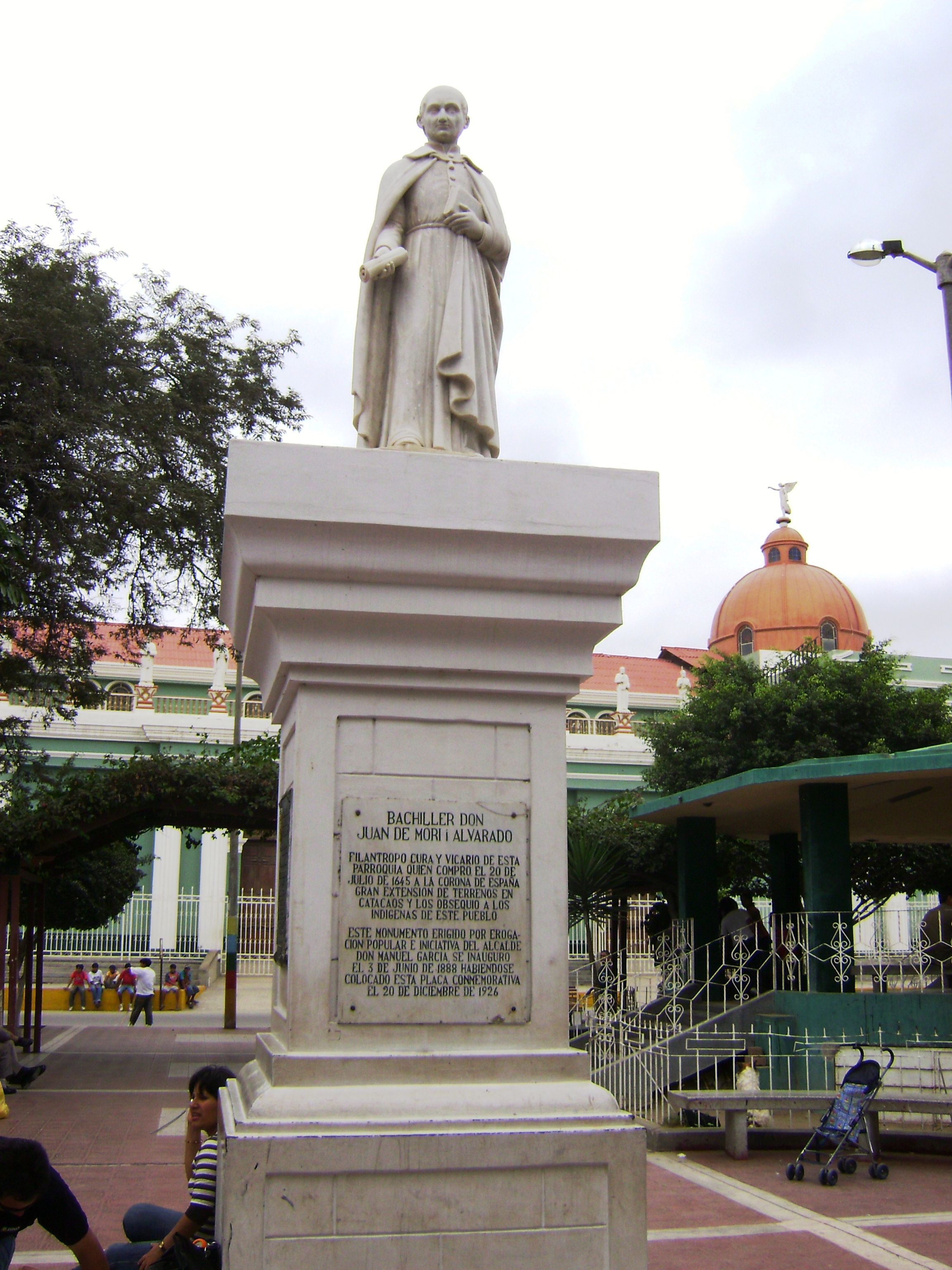
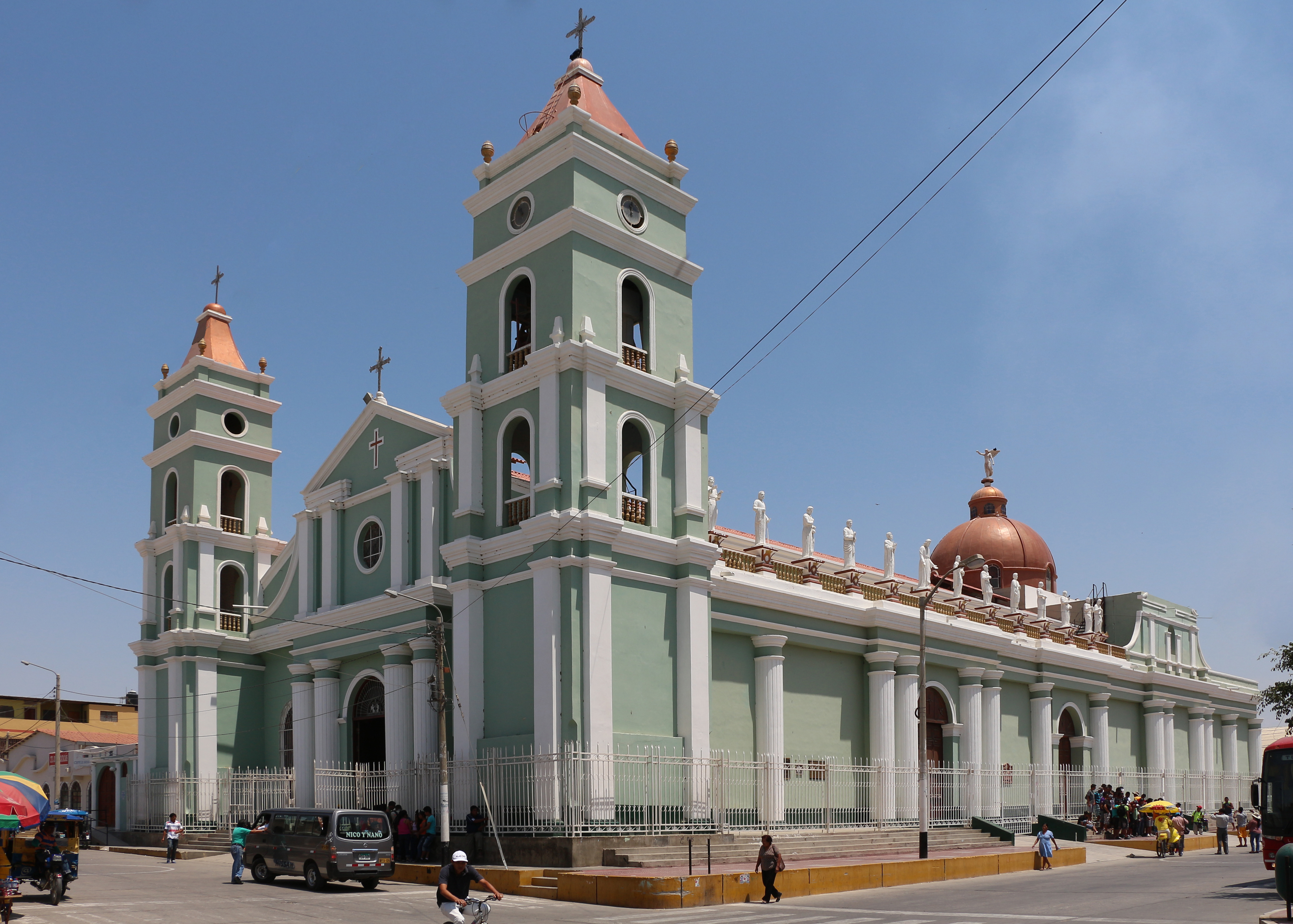

## Clima
| Parámetros climáticos promedio de Catacaos (territorios entre 0 - 500 m s. n. m.). | Parámetros climáticos promedio de Catacaos (territorios entre 0 - 500 m s. n. m.). | Parámetros climáticos promedio de Catacaos (territorios entre 0 - 500 m s. n. m.). | Parámetros climáticos promedio de Catacaos (territorios entre 0 - 500 m s. n. m.). | Parámetros climáticos promedio de Catacaos (territorios entre 0 - 500 m s. n. m.). | Parámetros climáticos promedio de Catacaos (territorios entre 0 - 500 m s. n. m.). | Parámetros climáticos promedio de Catacaos (territorios entre 0 - 500 m s. n. m.). | Parámetros climáticos promedio de Catacaos (territorios entre 0 - 500 m s. n. m.). | Parámetros climáticos promedio de Catacaos (territorios entre 0 - 500 m s. n. m.). | Parámetros climáticos promedio de Catacaos (territorios entre 0 - 500 m s. n. m.). | Parámetros climáticos promedio de Catacaos (territorios entre 0 - 500 m s. n. m.). | Parámetros climáticos promedio de Catacaos (territorios entre 0 - 500 m s. n. m.). | Parámetros climáticos promedio de Catacaos (territorios entre 0 - 500 m s. n. m.). | Parámetros climáticos promedio de Catacaos (territorios entre 0 - 500 m s. n. m.). |
| Mes                                                                                | Ene.                                                                               | Feb.                                                                               | Mar.                                                                               | Abr.                                                                               | May.                                                                               | Jun.                                                                               | Jul.                                                                               | Ago.                                                                               | Sep.                                                                               | Oct.                                                                               | Nov.                                                                               | Dic.                                                                               | Anual                                                                              |
| ---------------------------------------------------------------------------------- | ---------------------------------------------------------------------------------- | ---------------------------------------------------------------------------------- | ---------------------------------------------------------------------------------- | ---------------------------------------------------------------------------------- | ---------------------------------------------------------------------------------- | ---------------------------------------------------------------------------------- | ---------------------------------------------------------------------------------- | ---------------------------------------------------------------------------------- | ---------------------------------------------------------------------------------- | ---------------------------------------------------------------------------------- | ---------------------------------------------------------------------------------- | ---------------------------------------------------------------------------------- | ---------------------------------------------------------------------------------- |
| Temp. máx. media (°C)                                                              | 32.7                                                                               | 33.7                                                                               | 33.7                                                                               | 32.6                                                                               | 30.3                                                                               | 28.5                                                                               | 27.2                                                                               | 27.3                                                                               | 27.8                                                                               | 28.7                                                                               | 29.5                                                                               | 31.2                                                                               | 30.3                                                                               |
| Temp. media (°C)                                                                   | 26.4                                                                               | 27.4                                                                               | 27.4                                                                               | 26.2                                                                               | 24.2                                                                               | 22.6                                                                               | 21.3                                                                               | 21.2                                                                               | 21.5                                                                               | 22.3                                                                               | 23                                                                                 | 24.7                                                                               | 24                                                                                 |
| Temp. mín. media (°C)                                                              | 20.1                                                                               | 21.2                                                                               | 21.1                                                                               | 19.8                                                                               | 18.2                                                                               | 16.7                                                                               | 15.5                                                                               | 15.2                                                                               | 15.3                                                                               | 15.9                                                                               | 16.5                                                                               | 18.2                                                                               | 17.8                                                                               |
| Fuente: climate-data.org                                                           |                                                                                    |                                                                                    |                                                                                    |                                                                                    |                                                                                    |                                                                                    |                                                                                    |                                                                                    |                                                                                    |                                                                                    |                                                                                    |                                                                                    |                                                                                    |